# Halil Bárcena
Halil Bárcena (Renedo, Cantabria, 1962) es un islamólogo especializado en la sabiduría del sufismo, afincado en Barcelona desde el año 1983. Doctor en Filología por la Universidad de Barcelona, con una tesis sobre el simbolismo del ney (flauta sufí de caña) en el sufismo de Mawlânâ Rûmî (1207-1273). Licenciado en ciencias de la información (Universidad Autónoma de Barcelona), diplomado en lengua árabe (Escuela Oficial de Idiomas de Barcelona), máster en estudios euro-árabes (Universidad de Girona) y diplomado en estudios avanzados en humanidades (Universidad Pompeu Fabra). Ha cursado estudios islámicos y de filología árabe en distintas instituciones académicas de Marruecos, Jordania, Líbano y Siria. Ha realizado estudios de musicología turca y es intérprete de ney. Como músico, fundó el año 2000 el grupo de música sufí 'Ushâq, con el que ha grabado el CD 'Ushâq. Música sufí (2010). Igualmente, realiza estudios de caligrafía islámica, siendo alumno de los calígrafos turcos Hüseyin Kutlu y Ali Riza Özcan. Colabora habitualmente en distintas medios y publicaciones especializadas. Es colaborador de la revista turca de literatura Yedi Iklim. Ha colaborado como profesor en diferentes masters de distintas universidades catalanas y españolas; y, el año 2007, fue profesor visitante en la Universidad Nacional de Heredia (Costa Rica). Viajero infatigable, conoce buena parte del mundo islámico, habiendo visitado las tres ciudades sagradas del islam: La Meca y Medina (Arabia Saudí), y Jerusalén (Palestina).    
Es director del Institut d'Estudis Sufís de Barcelona, entidad que dirige desde su fundación, el mes mayo de 1998.
 Es director del Instituto de Estudios Sufíes, de Barcelona, desde 1988.

## Obras
- (con Marià Corbí) Jesús de Nazaret, el mito y el sabio. Una lectura del Evangelio de Juan desde una espiritualidad laica y desde el sufismo (Verloc, 2010). ISBN 978-8493773724
- Sufismo (Fragmenta Editorial , 2012). ISBN 978-84-92416-55-4 (versión en catalán de 2008).
- Perlas sufíes. Saber y sabor de Mevlânâ Rûmî (Herder, 2015). ISBN 9788425434365
- (con Mariona Cabassa) Historias de Nasrudín (Fragmenta Editorial, 2015), ISBN 978-84-15518-19-8 (edición simultánea en español, catalán y portugués).
- Olga Fajardo comp. (2018). La experiencia contemplativa en la mística, la filosofía y el arte. Kairós. ISBN 978-84-9988-545-2.
- (con Laura Borràs Dalmau) A oscuras, (Akiara Books, 2020) ISBN 978-8417440619 (edición simultánea también en catalán y en portugués).
- Rûmî: Alquimista del corazón, maestro de derviches (Herder, 2024). ISBN 9788425450914.

## Traducciones
- Hal·lāg, Dīwān,  edición bilingüe árabe-castellano caligrafiada a mano por él mismo, Fragmenta Editorial, 2021, ISBN 978-84-17796-48-8. (Edición árabe-catalán en Fragmenta Editorial, 2010 ISBN 978-84-92416-30-1)

## Premios
- Premio Crítica "Serra d'Or" de Literatura Infantil 2016, por Historias de Nasrudín, (Fragmenta Editorial, 2015), ISBN 978-84-15518-19-8 (edición simultánea en español, catalán y portugués).